# Тодорович, Марко
Марко Тодорович  (черног. Марко Тодоровић; род. 19 апреля 1992, Подгорица) — черногорский баскетболист, играющий на позиции тяжёлого форварда и центрового. На драфте НБА 2013 года был выбран во втором раунде под общим 45-м номером командой «Портленд Трэйл Блэйзерс».

## Карьера
Тодорович играл в баскетбол на юниорском уровне в молодёжных командах «KK Джокер» в чемпионате Черногории и «Ховентуте» из Бадалоны в чемпионате Испании. Он играл со второй командой Ховентуда «Прат Ховентут», в 3-й дивизионе чемпионата Испании с 2010 по 2012 год. Он также играл в старшей команде «Ховентут» в чемпионате Испании с 2011 по 2012 год.
Перед началом 2012-13 сезона Тодорович перешёл в Барселону. 27 июня 2013 года Тодорович был выбран под 45-м номером на драфте НБА 2013 года командой «Портленд Трэйл Блэйзерс». 31 июня 2013 права на Тодоровича были обменяны в «Хьюстон Рокетс» на Томаса Робинсона, выбранного 5-м на драфте НБА 2012 года.
В июле 2015 года подписал трёхлетний контракт с «Химками».

### Сборная Черногории
Тодорович был членом юношеской национальной команды Черногории. Он играл на чемпионате Европы 2011 года для юношей до 20 лет и чемпионате Европы 2017 года.

## Достижения
- Бронзовый призёр Лиги чемпионов ФИБА: 2023/2024
- Серебряный призёр Единой лиги ВТБ: 2016/2017
- Чемпион Испании: 2013/2014
- Серебряный призёр чемпионата России: 2016/2017
- Обладатель Кубка Испании: 2012/2013